# 대우 아카디아

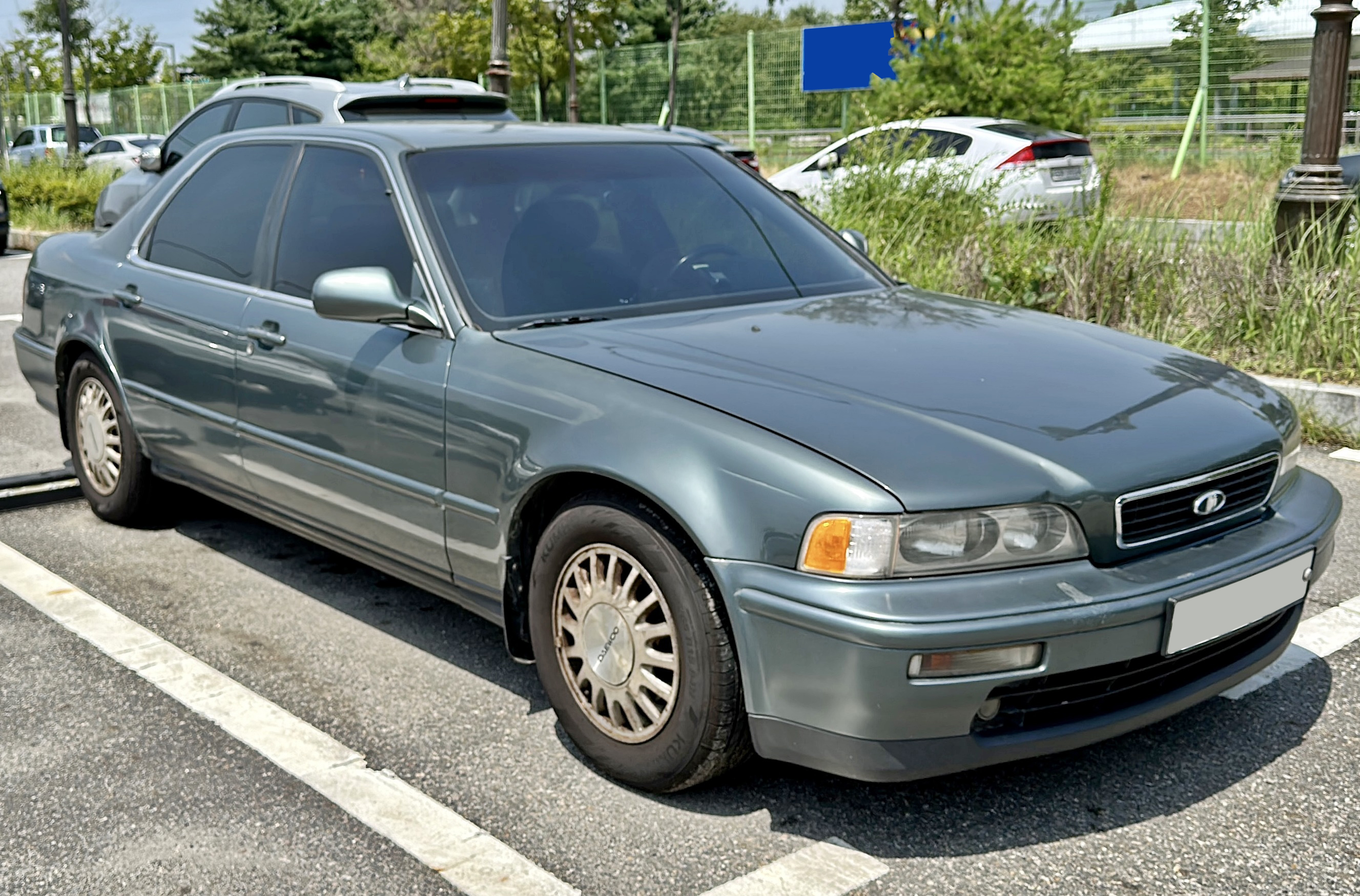
대우 아카디아 정측면

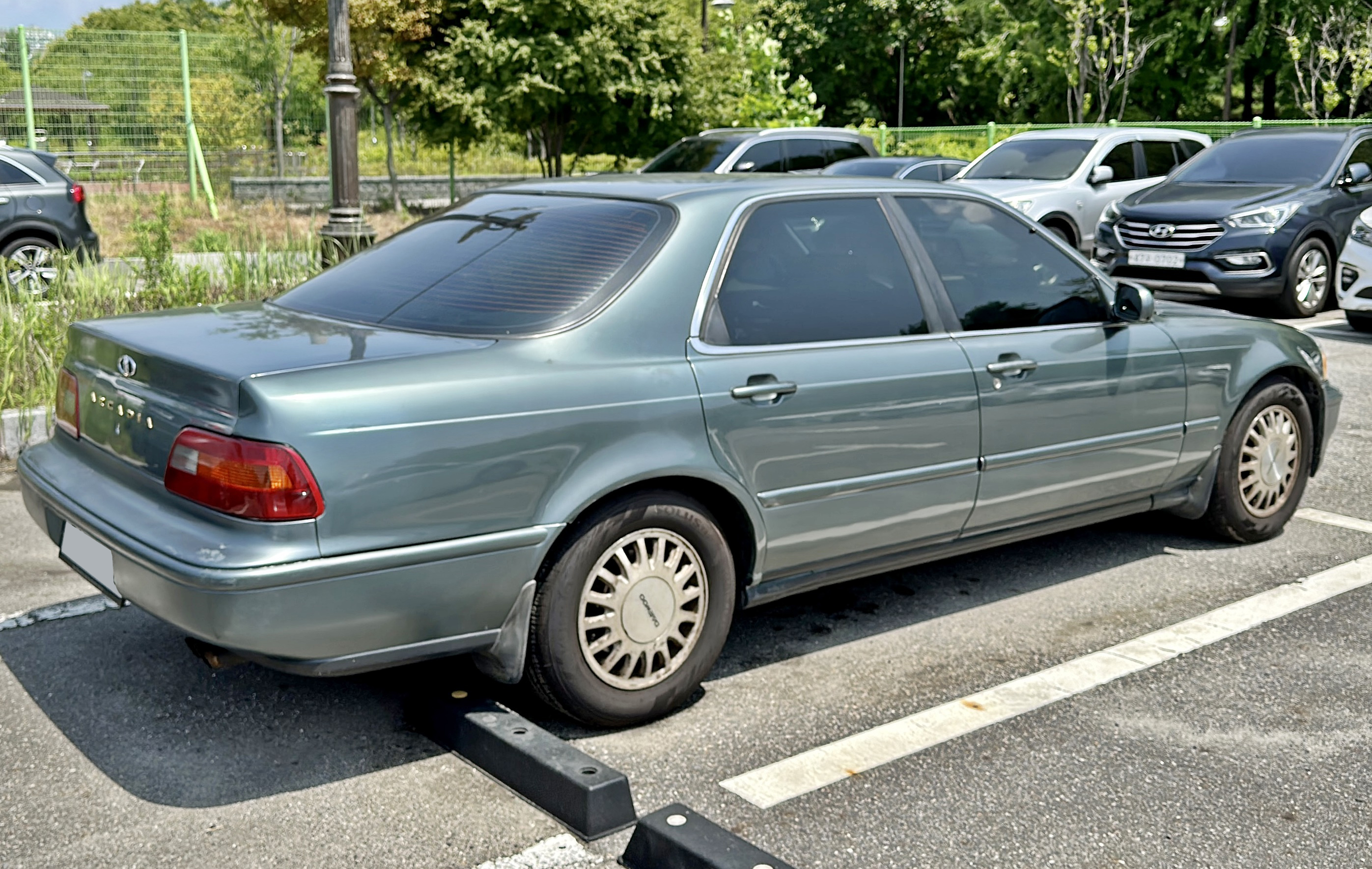
대우 아카디아 후측면

대우 아카디아(Daewoo Arcadia)는 대한민국의 종합 자동차 회사인 대우자동차가 만든 전륜구동 대형 세단이다.

## 개요

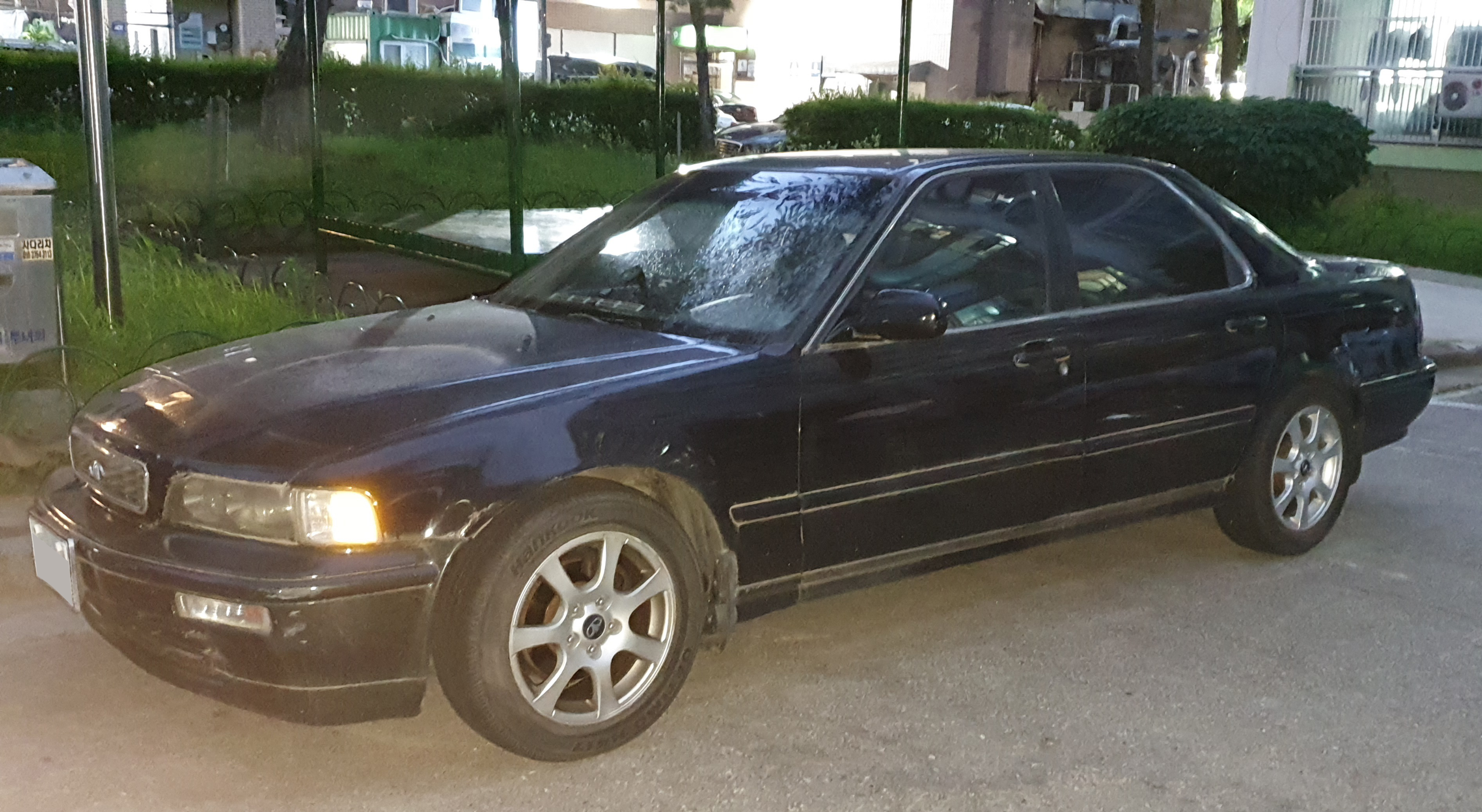
GM대우 라세티의 바퀴로 교체된 대우 아카디아

1994년부터 1999년까지 대한민국에서 생산되었으며, 아카디아라는 차명은 그리스어로 '옛날 그리스의 산 속에 있는 이상향'이란 뜻이다. 현대 뉴 그랜저에 고급 대형차 시장의 선두를 뺏긴 대우자동차가 과거 로얄 시리즈의 영광을 되찾기 위해 승부수를 던졌다. 1992년에 일본 굴지의 자동차 메이커인 혼다와 기술 제휴를 맺어 2세대 레전드를 베이스로 하였고, 상당수 부품을 국산화하여 만들었다. 대한민국 출시 당시에는 일본에서 원판 모델인 레전드의 3세대가 출시됐지만, 그럼에도 조수석 에어백과 시트벨트 프리텐셔너, 뒷열선 유리 내 글래스 안테나, 앞좌석 히팅 시트같이 아카디아를 통해 대한민국에 처음 소개된 안전장치와 편의장치들이 많았다.
당시 대한민국산 승용차 중 최대 배기량인 220마력 C32A2 V6 3.2L SOHC 24밸브 엔진을 장착했다. 다만 VTEC이 개발되기 전이었기 때문에 VTEC은 장착되지 않았고, 가변 흡기 시스템(VIS)이 장착되었다. 이 엔진은 NSX에 장착된 유닛과 엔진 블럭을 공용했는데, 엔진 블럭이 알루미늄으로 되어 있었던지라 공차 중량도 상대적으로 가벼운 편이었다. 대부분의 차량이 4단 자동변속기였으나, 극소수의 5단 수동변속기 차량도 판매되었다. ABS, 듀얼 에어백, 시트벨트 프리텐셔너 등 최고급 승용차에 걸맞은 안전장치를 적용하여 승객 보호에 중점을 두었고, 운전석 시트 위치 메모리 기능과 좌석을 따뜻하게 해주는 앞좌석 히팅 시트, 버튼식 도어 개폐 장치, 자동 온도 조절 에어컨 등을 달았다. 특히 조수석 에어백은 이 차를 통하여 대한민국에 처음 선보이게 되었다. 카스테레오는 CD체인저가 장착됐고, 기존 바 안테나와 더불어 뒷유리에 글래스 안테나도 동시에 장착됐다. 엔진 룸에는 스트럿 타워 바가 장착되었다. 이처럼 대한민국에서 보기 드물었던 첨단 사양이 상대적으로 많았는지라 당대 대한민국 차들 중에서는 차값이 매우 비쌌는데, ROYALE 트림의 가격은 4,190만 원의 고가였다.
아카디아는 전륜구동임에도 엔진을 세로로 배치했다. 세로로 배치한 엔진은 보통 후륜구동에 이용되나, 세로로 배치된 엔진에 전륜구동을 결합한 구동계는 아우디에서 주로 쓰는 구조다. 대신 아카디아는 4단 자동변속기가 한 번 꺾이는 구조라서, 세로로 배치한 후 CVT를 장착했었던 아우디와 구조가 다르다. 그리고 엔진의 위치도 대한민국에서 보기 드문 프런트 미드십 타입이었다.
1997년 12월에 대우자동차가 쌍용자동차를 인수하여 아카디아의 후속으로 개발되던 쉬라츠 (P100)은 개발이 중단되고, 체어맨이 대우자동차로 들어오게 되며, 남아 있던 아카디아의 재고를 파격적인 할인 가격으로 모두 소진시킨 후 1999년 12월에 단종됐다. 이에 따라 중형차인 매그너스가 대우자동차의 기함 역할을 했고, 2005년에 스테이츠맨이 출시되기 전까지 한동안 대형 세단의 자리는 비어 있었다.
베이스 차종인 혼다 레전드는 SH-AWD를 장착하여 4세대 모델이 2006년부터 2012년까지 대한민국에 정식 수입됐고, 2015년부터 2016년 1월까지 5세대의 북미형 V6 3.5 SOHC 전륜구동 모델이 판매됐다.
이 차의 실질은 2세대 레전드이기 때문에, 혼다의 대한민국 법인이 세워진 후 아카디아의 정비는 2003년 10월 13일부터 혼다코리아로 이관됐다.

## 제원
| 구분                 | V6 3.2L SOHC                          |
| -------------------- | ------------------------------------- |
| 전장 (mm)            | 4,950                                 |
| 전폭 (mm)            | 1,810                                 |
| 전고 (mm)            | 1,405                                 |
| 축거 (mm)            | 2,910                                 |
| 윤거 (전, mm)        | 1,550                                 |
| 윤거 (후, mm)        | 1,540                                 |
| 승차 정원            | 5명                                   |
| 변속기               | 수동 5단 자동 4단                     |
| 서스펜션 (전/후)     | 더블 위시본/더블 위시본               |
| 구동 형식            | 전륜구동(세로배치)                    |
| 엔진 형식            | C32A2                                 |
| 연료                 | 가솔린                                |
| 배기량 (cc)          | 3,206                                 |
| 최고 출력 (ps/rpm)   | 220/5,500 (이후 215/5,500으로 변경)   |
| 최대 토크 (kg*m/rpm) | 29.2/4,500 (이후 29.0/4,500으로 변경) |
| 연비 (km/L)          | 9.0(수동 5단) 8.6(자동 4단)           |

## 미디어 속의 아카디아

### 드라마
- 못 잊어에서는 송유경(박지영 분)의 차량으로 아카디아 3.2 ROYAL(회색) 모델이 등장하였다.

### 영화
- 투캅스 2에서는 이 사장(국정환 분)이 뒷좌석에서 탄 차량으로 아카디아 은색 모델이 등장하였다.